# UFC on ESPN: Overeem vs. Harris
UFC on ESPN: Overeem vs. Harris (también conocido como UFC on ESPN 8) fue un evento de artes marciales mixtas producido por Ultimate Fighting Championship que tuvo lugar el 16 de mayo de 2020 en la VyStar Veterans Memorial Arena de Jacksonville, Florida, Estados Unidos. Originalmente estaba previsto que se celebrara como un Fight Night en ESPN+ en la Pechanga Arena de San Diego, California. Debido a la pandemia de COVID-19, el presidente de la UFC, Dana White, anunció el 9 de abril que, a partir de UFC 249, todos los eventos futuros se posponían indefinidamente. El 24 de abril, el evento se confirmó para Jacksonville en su fecha original.

## Antecedentes
Aunque no ha sido anunciado oficialmente por la organización, la promoción tenía como objetivo un combate de peso ligero entre el exCampeón Interino de Peso Ligero de la UFC, Dustin Poirier, y Dan Hooker para que estelarizara el evento. Sin embargo, el 8 de abril se informó de que se esperaba que el evento principal fuera un combate de peso oesado entre el Campeón del Gran Premio Mundial de K-1 de 2010, exCampeón de Peso Pesado de Strikeforce y aspirante al Campeonato de Peso Pesado de la UFC, Alistair Overeem, y Walt Harris. El emparejamiento estaba previamente programado para encabezar UFC on ESPN: Overeem vs. Rozenstruik el 7 de diciembre de 2019, pero Harris se retiró de la pelea a principios de noviembre, citando la desaparición y muerte de su hijastra en su estado natal de Alabama. Más tarde fueron contactados para encabezar UFC Fight Night: Overeem vs. Harris el 11 de abril, pero el evento se canceló debido a la pandemia de COVID-19.
Se esperaba que Punahele Soriano se enfrentara a Anthony Hernández en el evento. Sin embargo, Soriano se retiró por razones no reveladas. En su lugar, Hernández se enfrentó a Kevin Holland.
Debido a las restricciones de viaje relacionadas con la pandemia del COVID-19, algunas luchadoras brasileñas no pudieron competir por problemas de visado en el evento original; Lara Procópio (que debía enfrentarse a Cortney Casey en un combate de peso mosca femenino), la exCampeona de Peso Mosca Femenino de la KSW, Ariane Lipski y Luana Carolina (que debía enfrentarse en el mismo peso).

### Pandemia de COVID-19
En un principio se esperaba que el evento tuviera lugar en el Pechanga Arena de San Diego, California. El 2 de abril, el Departamento de Asuntos del Consumidor de California, la división del gobierno estatal que incluye la Comisión Atlética del Estado de California (CSAC), amplió la prohibición de los eventos de deportes de combate hasta finales de mayo debido a la pandemia de COVID-19, lo que hizo que el lugar no pudiera acoger el evento. Este fue retirado oficialmente de California el 20 de abril. El 24 de abril, la UFC confirmó el nuevo UFC 249 para el 9 de mayo en Jacksonville, Florida, junto con otros dos eventos el 13 y 16 de mayo para el mismo lugar.
La UFC confirmó el 1 de mayo que Overeem y Harris encabezarían este evento, que será transmitido por ESPN. Incluía a luchadores que fueron retirados de otros eventos previamente cancelados, así como los siguientes combates:
- Un combate de peso medio entre Eryk Anders y Krzysztof Jotko (también programado para UFC Fight Night: Overeem vs. Harris).
- Un combate de peso pesado entre Rodrigo Nascimento y Don'Tale Mayes (programado para UFC Fight Night: Smith vs. Teixeira el 25 de abril).

Algunos de los combates que originalmente se esperaba que tuvieran lugar en este evento, pero que serán reprogramados para futuras carteleras, incluyen un combate de peso mosca entre Alex Pérez y Kai Kara-France, así como un combate de peso pluma entre Jared Gordon y Matt Sayles.
Mike Davis estaba programado para enfrentarse a Giga Chikadze en el evento. Sin embargo, Davis fue retirado de la cartelera el 14 de mayo y sustituido por el recién llegado Irwin Rivera.

## Premios de bonificación
Los siguientes peleadores recibieron bonificaciones de $50000 dólares.
- Pelea de la Noche: Song Yadong vs. Marlon Vera
- Actuación de la Noche: Miguel Baeza y Cortney Casey

## Pagos reportados
Los siguientes son los pagos reportados a los peleadores según la Comisión de Boxeo del Estado de Florida. No incluye el dinero de los patrocinadores y tampoco incluye las tradicionales bonificaciones de la UFC por "noche de pelea". El pago total revelado para el evento fue de $1,599,000 dólares.
- Alistair Overeem: $400,000 dólares derr. Walt Harris: $75000 dólares
- Cláudia Gadelha: $108,000 dólares derr. Angela Hill: $54000 dólares
- Dan Ige: $100,000 dólares derr. Edson Barboza: $79000 dólares
- Krzysztof Jotko: $108,000 dólares derr. Eryk Anders: $61000 dólares
- Song Yadong: $96000 dólares derr. Marlon Vera: $65000 dólares
- Miguel Baeza: $24000 dólares derr. Matt Brown: $85000 dólares
- Kevin Holland: $52000 dólares derr. Anthony Hernandez: $12000 dólares
- Giga Chikadze: $28000 dólares derr. Irwin Rivera: $14000 dólares
- Nate Landwehr: $26000 dólares derr. Darren Elkins: $62000 dólares
- Cortney Casey: $100,000 dólares derr. Mara Romero Borella: $20000 dólares
- Rodrigo Nascimento: $20000 dólares derr. Don’Tale Mayes: $10000 dólares